# Orden des Kroatischen Dreiblatts
Der Orden des Kroatischen Dreiblatts (kroatisch Red hrvatskog trolista) ist eine staatliche Auszeichnung der Republik Kroatien. Er ist nach dem Kroatischen Dreiblatt benannt, welches als nationales kroatisches Militärsymbol gilt. In der Rangliste der Orden und Ehrenzeichen der Republik Kroatien nimmt der Orden den sechzehnten Platz ein.
Der Verdienstorden wurde 1995 vom damaligen Staatspräsidenten Kroatiens Franjo Tuđman gestiftet. Er kann an kroatische und andere Staatsbürger oder Organisationen für besondere Verdienste um die Republik Kroatien verliehen werden, die sie im Heimatkrieg, in unmittelbarer Kriegsgefahr oder unter außergewöhnlichen Umständen in Friedenszeiten erworben haben.
Der Präsident der Republik Kroatien verleiht den Orden persönlich oder kann einen Vertreter mit der Übergabe des Ordens beauftragen. Der Vertreter kann der Präsident des Kroatischen Parlaments, der Präsident der Regierung der Republik Kroatien, ein Minister oder in Ausnahmefällen eine andere vom Staatspräsidenten bestimmte Person sein.

## Ordensdekoration
Das Ordenszeichen zeigt ein Kroatisches Dreiblatt in der Form eines weißen goldgebordeten Kreuzes, dem im horizontalen Balken die Sinnbilder aus den Krone des Wappens der Republik Kroatien in Gold aufgelegt sind. Es wird am rot-weiß geschachten Dreiecksband getragen (Brustorden).

## Verleihungen (Auswahl)
- 1995: Gojko Šušak (1945–1998), Verteidigungsminister
- 20. Mai 1996: Ante Gotovina (* 1955), General
- 15. August 2023: 1. bojna „Poskok“, erste Militäreinheit des Kroatischen Verteidigungsrates (HVO) im Bosnienkrieg[1]